# Станция Ташлык
Станция Ташлык (укр. Станція Ташлик; до 2024 год — Первомайск) — село в Злынской сельской общине Новоукраинского района Кировоградской области Украины.
До 2020 года входило в Маловисковский район. В сентябре 2024 года, постановлением Верховной Рады Украины селу было присвоено название Станция Ташлык
Население по переписи 2001 года составляло 323 человека. Почтовый индекс — 26245. Телефонный код — 5258. Код КОАТУУ — 3523185202.